# Yvonne Sarcey
Pour les articles homonymes, voir Sarcey.
Madeleine-Yvonne Sarcey (1869-1950) est une femme de lettres et philanthrope française, fondatrice de l'université des Annales et mère de Pierre Brisson.

## Biographie
Fille de Madeleine Varner et de l'écrivain et critique Francisque Sarcey, elle épouse le 21 août 1889 Adolphe Brisson qui reprend, en 1903, à la mort de son père Les Annales politiques et littéraires : Madeleine collabore à ce périodique qui tire à plus d'une centaine de milliers d'exemplaires. En janvier 1907, elle organise un cycle de conférences de haute tenue, gratuit et laïque, qu'elle appelle « université des Annales », et lance le Journal de l'université des Annales, un mensuel reprenant les textes des conférences ; en 1919, le support devient Conferencia qu'elle dirige pendant plusieurs décennies. Durant la Première Guerre mondiale, avec le chirurgien aux armées Raoul-Pierre Baudet, elle fonde l'œuvre des « Maisons claires », refuges destinés à abriter les enfants victimes du conflit et d'« empêcher les enfants prédisposés à la tuberculose de vivre dans le voisinage des contagieux ou dans de mauvaises conditions d’hygiène » ; elle sera reconnue d'utilité publique en 1917.
Quand Adolphe meurt en 1925, elle assure l'intérim de la direction de la revue. En 1945, elle la relance, ainsi que les conférences, et meurt en 1950. Son université lui survit jusqu'en 1971.
Elle signait certaines de ses chroniques « Cousine Yvonne ».
Elle est nommée commandeur de la Légion d'honneur le 21 mars 1934. Elle est enterrée avec son père et son mari au cimetière de Montmartre (division 2).
L'actrice Martine Sarcey est sa petite-nièce.

## Écrits
- La Route du bonheur, Librairie des Annales politiques et littéraires, 1909 — sur Gallica.
- Les légendes de la mythologie grecque et romaine, Université des Annales, 1910-1911.
- Madame de Coulène [pseud.], Pour se défendre contre la vie chère : 300 recettes nouvelles et conseils pratiques, Les Annales, 1911.
- Pour vivre heureux, Arthème Fayard, [1913 ?].
- Mon livre de guerre, 1914-1915, Université des Annales, 1914.